# Muttergottes-Rosenkranz-Kirche
Die Muttergottes-Rosenkranz-Kirche (slowenisch: Cerkev Matere božje roženvenske), kurz Rosenkranzkirche (Rožnovenska cerkev) ist eine römisch-katholische Kirche vom Anfang des 16. Jahrhunderts im historischen Zentrum der Stadt Kranj in Oberkrain (Slowenien).

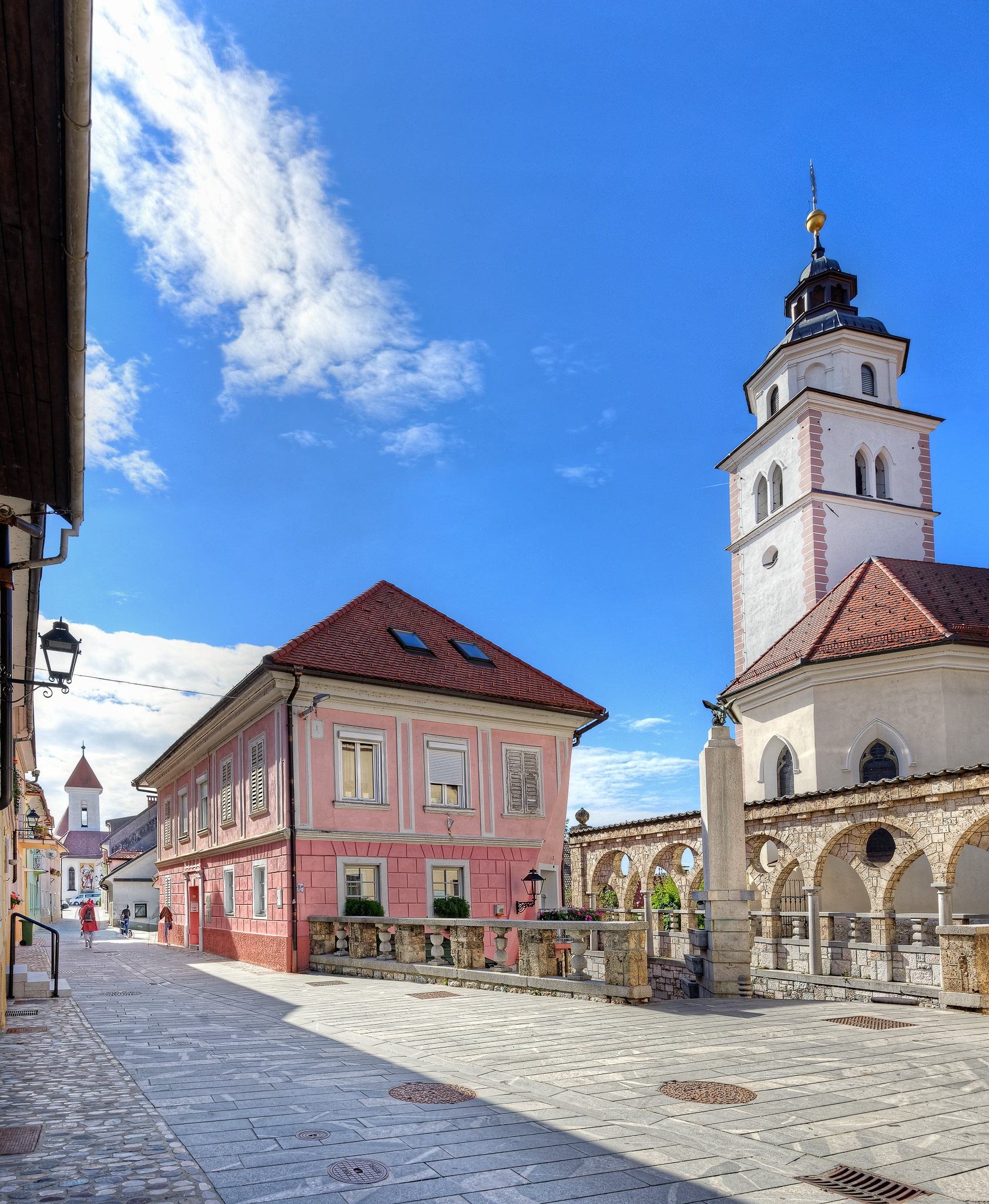
Die Rosenkranzkirche in Kranj

## Geschichte
Die Kirche wurde im ersten Jahrzehnt des 16. Jahrhunderts im Stil der Spätgotik über einem ehemaligen Stadttor errichtet und war nach der Reformation zeitweise Gebetsraum für die evangelische Gemeinde. In der Krypta befinden sich in erster Linie die Gräber der Adligen aus dem benachbarten Schloss Khislstein.
In den Jahren 1954 und 1955 wurde die Umgebung der Kirche vom slowenischen Architekten Jože Plečnik neu gestaltet und der Kirche eine Steintreppe, ein Brunnen und Arkaden hinzugefügt.

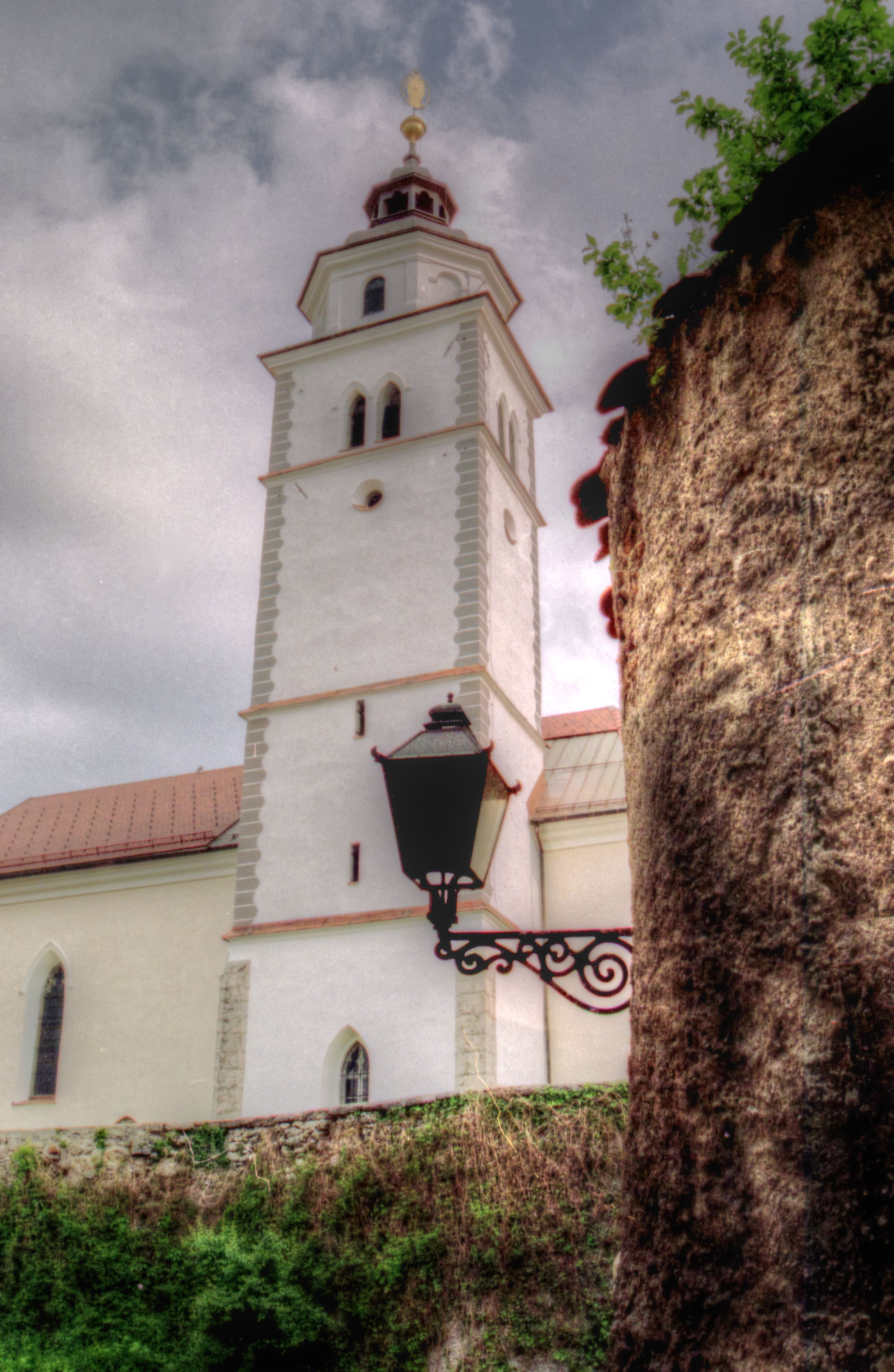
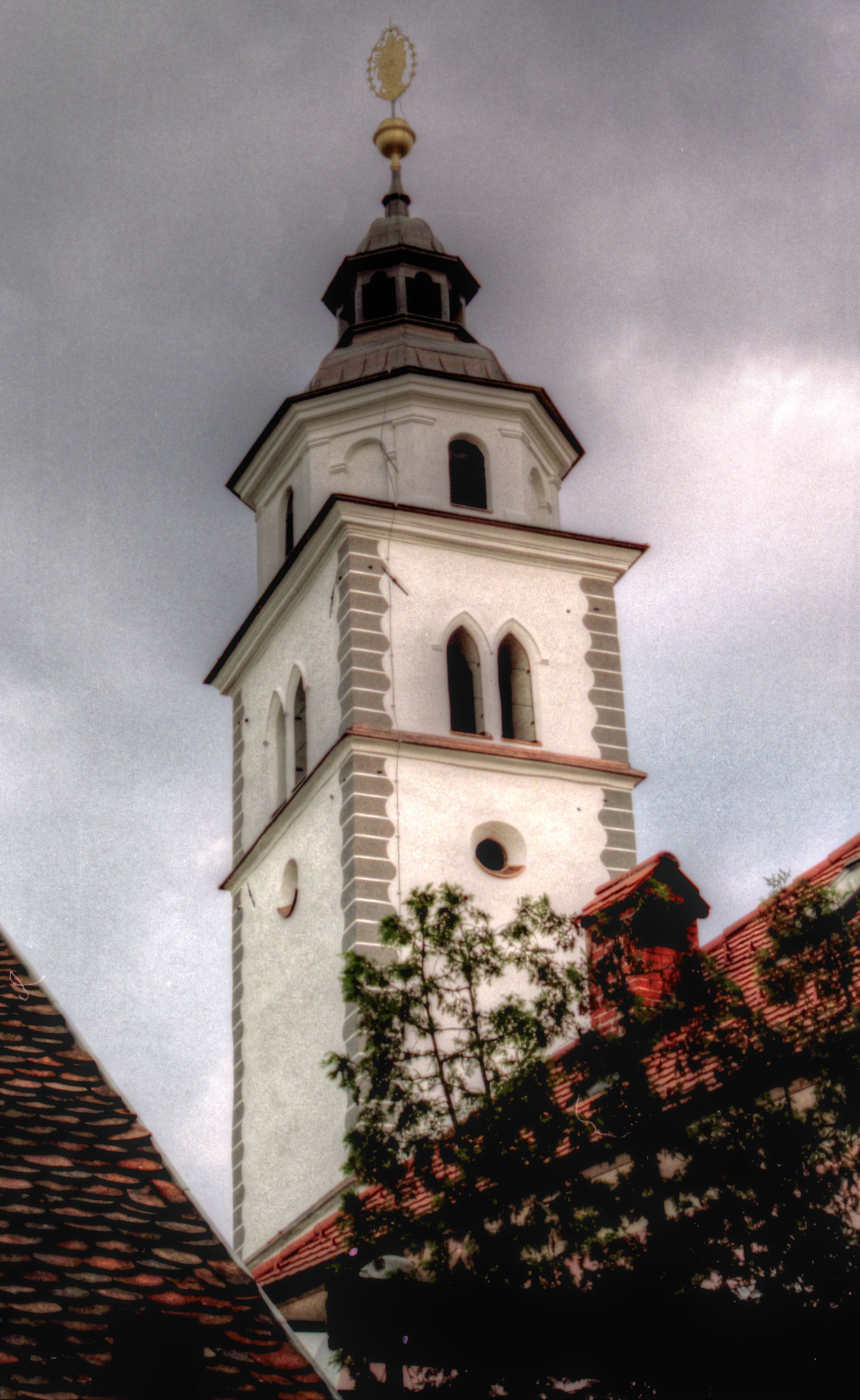
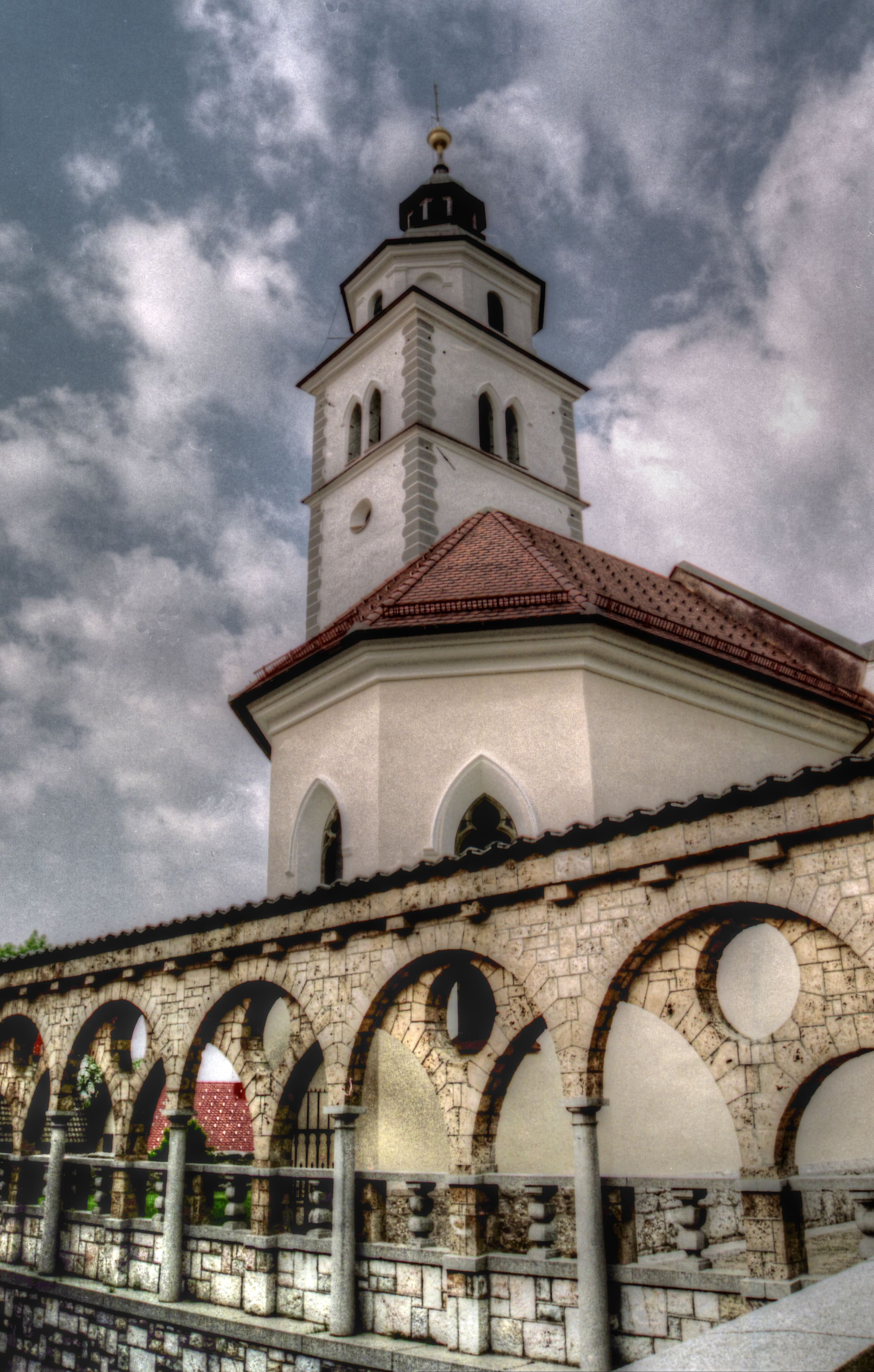
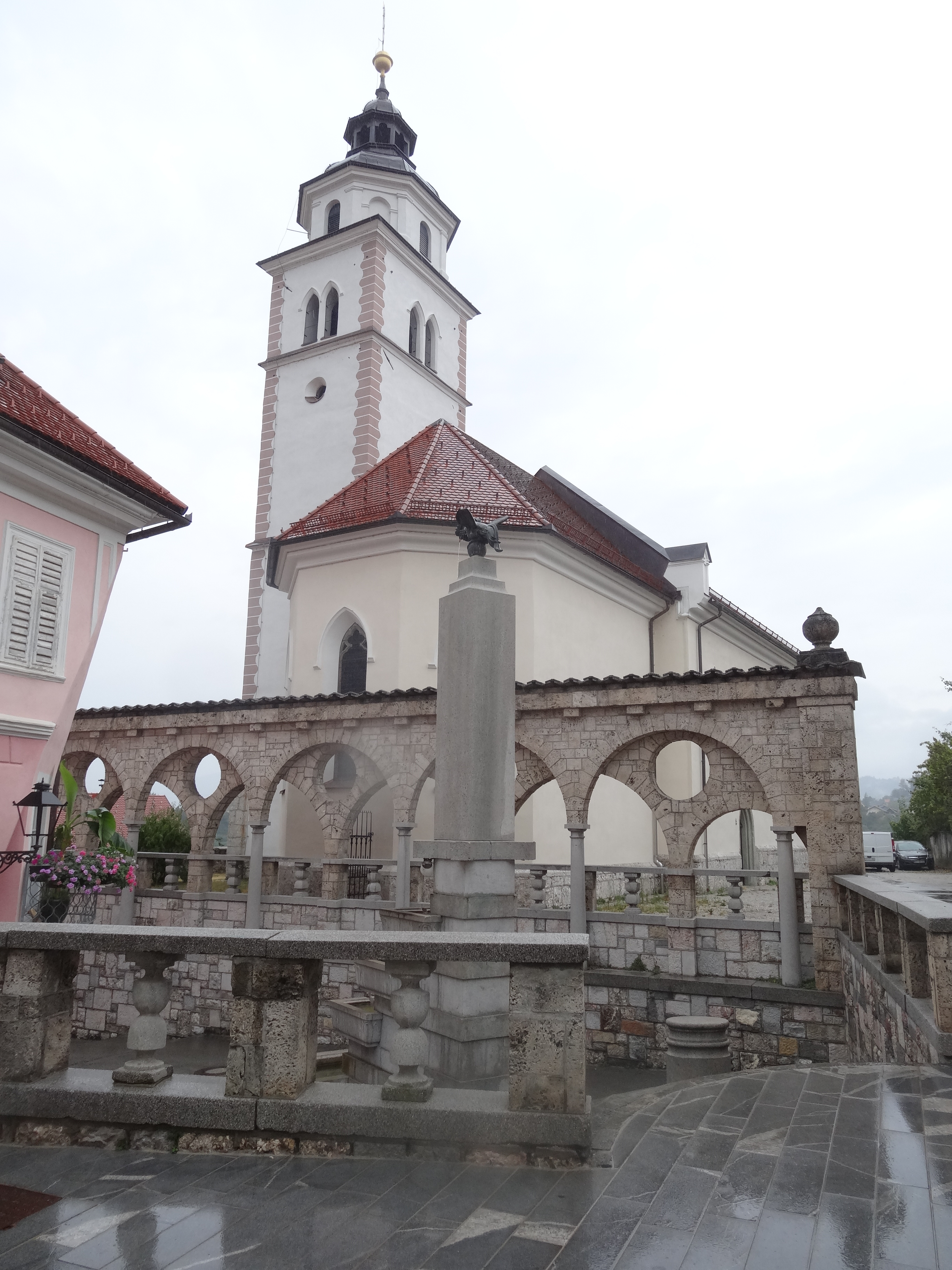